# Сандомирская башня

Расположение на карте Вавеля

Сандомирская башня (пол. Baszta Sandomierska) — одна из трёх существующих в настоящее время башен Вавеля, Краков, Польша. Находится на юго-западной части фортификационных сооружений Вавеля. Наряду с Сенаторской башней является частью комплекса так называемых вавельских «Огненных башен» второй половины XV века.
Впервые Сандомирская башня под названием «Новая башня» упоминается в 1462 году, когда возле неё были обезглавлены шесть участников городских волнений, во время которых был убит краковский землевладелец Енджи Тенчинский. Считается, что в башне находились в заключении представители шляхты из Сандомира, от которых впоследствии башня получила своё современное название.
Нижние этажи башни были перестроены в XVI и XVII веках для размещения в них жилых помещений старосьцинских пехотных полков. В XVIII веке башня находилась в плохом состоянии. В 1856 году Сандомирская башня австрийские власти перестроили башню, изменив её крышу и обновив внутреннюю лестницу. Эти изменения были удалены во время восстановительных работ, которые проводились в 1911—1914 годах под руководством архитектора Зигмунда Гендля.
В 2003—2004 годах проводилась последняя реставрация под управлением архитекторов Петра Стемпня и Станислава Карчмарчика. В это время были отреставрированы три стрелецких эркера, веранда третьего этажа, внешняя лестница, ведущая на крыльцо и восстановлен в оригинальном виде потолок верхних этажей башни.
Возле Сандомирской башни находятся Бернардинские ворота. Рядом с башней вдоль газонов располагается протяжённый каменный вал, построенный между двумя мировыми войнами на фундаменте начала XIV века.